# Armie Hammer
Armie Hammer (Los Angeles, 28 augustus 1986) is een Amerikaanse acteur. Hij is vooral bekend van zijn dubbelrol in de film The Social Network en van zijn rol als Oliver in de film Call Me By Your Name.

## Jeugd
Zijn vader was een zakenman die aan het hoofd stond van onder meer Knoedler Publishing en het productiebedrijf Hammer Productions. Zijn overgrootvader was de oliebaron Armand Hammer, een Amerikaans industrieel en kunstverzamelaar. 
De jonge Hammer bracht zijn jeugd door in Los Angeles en de Kaaimaneilanden. Bovendien woonde hij ook een tijdje in Highland Park. Hij ging op de Kaaimaneilanden naar school. Hij volgde er lessen aan de Faulkner's Academy, een school die zijn vader had opgericht. Later verhuisde hij naar de LA Baptist High School in San Fernando Valley en Pasadena City College in Pasadena. Hij studeerde ook even aan de Universiteit van Californië - Los Angeles. Zijn studies maakte hij echter niet af omdat hij zich op zijn acteercarrière wilde concentreren.

## Carrière
Hammer begon zijn acteercarrière op het kleine scherm. Hij vertolkte enkele bijrollen in tv-series als Arrested Development, Veronica Mars en Desperate Housewives. In 2007 werd hij door regisseur George Miller, die aan een film over de Justice League werkte, gecast als de superheld Batman. Het project, getiteld Justice League: Mortal, werd echter nooit uitgevoerd. In 2008 kroop Hammer in de huid van Billy Graham voor de biopic Billy: The Early Years. 
Zijn grote doorbraak kwam er in 2010 toen hij mocht meespelen in The Social Network van David Fincher. Hammer speelde in de film zowel Cameron als Tyler Winklevoss. Terwijl Hammer het ene personage vertolkte, werd het andere gespeeld door Josh Pence. Achteraf werd het gelaat van Hammer met behulp van CGI over het gezicht van Pence geplaatst, waardoor het leek alsof Hammer beide personages tegelijkertijd vertolkte.
The Social Network werd een groot succes en leverde hem heel wat nieuwe aanbiedingen op. In 2011 was hij te zien in J. Edgar, een biopic over gewezen FBI-directeur J. Edgar Hoover. In die film, die geregisseerd werd door Clint Eastwood, acteerde Hammer aan de zijde van Leonardo DiCaprio. In de daaropvolgende jaren vertolkte hij ook een hoofdrol in de actiefilms The Lone Ranger (2013) en The Man from U.N.C.L.E. (2015).

## Privé
Hammer trouwde in 2010 met de Amerikaanse tv-presentatrice, Elizabeth Chambers. Samen kregen ze twee kinderen. In juli 2020 ging het koppel uit elkaar.
In het najaar 2017 ging een opinieartikel over Hammer viral op de entertainmentwebsite BuzzFeed, waarin de redactrice kritisch schrijft over de 'vele kansen' die Hammer in Hollywood zou hebben gehad omwille zijn huidskleur en welvarende achtergrond.
In januari 2021 werden op sociale media expliciete privé-berichten verspreid waarin Hammer schrijft over zijn seksuele voorkeuren als onder meer verkrachting en kannibalisme. Hammer ontkende de berichten te hebben geschreven en bestempelde de beschuldigingen als 'valse en bedrieglijke aanvallen' op hem. In de weken die daarop volgden, deelden verscheidene vrouwen screenshots waarin Hammer soortgelijke seksfantasieën deelde. Ook drie ex-partners traden naar buiten met beweringen dat de acteur 'manipulatief' was en hen 'emotioneel misbruikte'. Een van hen beweerde dat Hammer met een mes de letter 'a' in de binnenkant van haar heup zou hebben gekrast. De advocaat van Hammer liet weten dat "alle interacties met deze persoon, of andere partners van hem, vrijwillig [waren] en waren besproken, met elkaar afgestemd en wederzijds".
Kort na het incident trok Hammer zich terug van de film Shotgun Wedding, waarin hij naast Jennifer Lopez te zien zou zijn geweest. Josh Duhamel verving hem in de desbetreffende rol. Ook verloor hij een acteerklus in de televisieserie The Offer. In februari 2021 kwam het nieuws dat zijn agentschap WME de acteur niet langer zou vertegenwoordigen.
In 2021 liet Hammer zich vrijwillig opnemen in een ontwenningskliniek, waarvoor werd nooit gespecificeerd.